# Carlos Taberner
Carlos Taberner Segarra (Valencia, 8 agosto 1997) è un tennista spagnolo.
In singolare ha disputato una finale nel circuito maggiore, ha vinto alcuni tornei nei circuiti minori e il suo miglior ranking ATP è l'84º posto raggiunto nel luglio 2025. È entrato nel tabellone principale di tutti i tornei del Grande Slam.

## Carriera

### Juniores
Vanta un bilancio di 40 vittorie e 17 sconfitte nei tornei juniores dell'ITF. Tra i giocatori da lui battuti in quel periodo vi sono Hubert Hurkacz, Stefanos Tsitsipas e Casper Ruud. Vince due tornei di Grade 4 e due di Grade 2, ma non supera il 92º posto della classifica juniores raggiunto nel febbraio 2015.

### 2013-2016: sei titoli Futures
Tra il luglio del 2013 e il febbraio del 2014 fa quattro apparizioni nel circuito dei Futures ITF subendo altrettante sconfitte. Comincia a giocare con maggiore continuità a maggio e quel mese, al suo sesto torneo tra i professionisti, vince il primo incontro al Futures Spain F10. Nel novembre 2016 vince il primo titolo da professionista vincendo il torneo Futures di doppio	Turkey F47 di in coppia con Kento Yamada. Nel febbraio 2016 disputa la prima finale Futures in singolare al torneo Spain F3 e cede in tre set a Casper Ruud. Dopo altre due finali perse, nel giugno 2016 vince il primo titolo in singolare al Futures Romania F7 a Bucarest, superando in tre set l'argentino Mariano Kestelboim. In quel periodo disputa i primi incontri nel circuito Challenger e per circa un anno alterna le presenze tra i due circuiti minori.

### 2017: primo titolo Challenger in doppio, top 200 in singolare
Nel luglio 2017 gioca il suo ultimo Futures ITF e chiude l'esperienza in questo circuito con tre titoli in singolare e tre in doppio. La settimana dopo vince il primo torneo Challenger in doppio a San Benedetto del Tronto in coppia con il connazionale Pol Toledo Bagué, battendo in finale Flavio Cipolla e Adrian Ungur in due set. Nel settembre successivo raggiunge per la prima volta una finale Challenger in singolare a Banja Luka e viene sconfitto in due set da Maximilian Marterer. Si ripete la settimana successiva nel Challenger di Sibiu e perde la finale contro Cedrik-Marcel Stebe. Il giorno dopo entra per la prima volta nella top 200 del ranking ATP e il 23 ottobre arriva alla 175ª posizione.

### 2018-2019: esordi nel circuito maggiore
Al suo quarto tentativo, nel febbraio 2018 si qualifica per la prima volta al tabellone principale di un torneo ATP nel 250 di Montpellier; al primo turno sconfigge dopo due tiebreak Norbert Gombos e viene quindi eliminato da Lucas Pouille. In maggio si qualifica per la prima volta al tabellone principale di un torneo del Grande Slam in occasione del Roland Garros e viene eliminato al primo turno da Stefanos Tsitsipas. Alcuni infortuni e gli impegni nel circuito maggiore lo distolgono in parte dai Challenger, nell'arco del 2018 il suo miglior risultato nella categoria è la semifinale raggiunta a San Benedetto in luglio. Nel 2019 dirada gli impegni nei tornei ATP, prende parte senza successo solo alle qualificazioni di Anversa in ottobre, e nell'arco della stagione raggiunge cinque semifinali nel circuito Challenger senza mai arrivare in finale.

### 2020: primo titolo Challenger in singolare
Nel febbraio 2020 supera le qualificazioni all'ATP 250 di Córdoba e al primo turno ha la meglio in tre set sul nº 48 del ranking Fernando Verdasco, al turno successivo perde contro Andrej Martin. Si qualifica al main draw ma esce al primo turno tre settimane dopo all'altro ATP 250 di Santiago del Cile. In settembre conquista a Iași il primo titolo Challenger in singolare in carriera, superando in tre set in finale Mathias Bourgue.

### 2021: tre titoli Challenger, top 100
Nel febbraio 2021 vince il Challenger di Antalya concedendo in finale solo 5 giochi alla testa di serie nº 2 Jaume Munar, reduce dal titolo conquistato sempre ad Antalya la settimana precedente. Il successo gli vale il 128º posto nella classifica mondiale, nuovo best ranking. In maggio supera per la prima volta le qualificazioni in un Masters 1000 a Madrid, sconfiggendo i top 100 Jordan Thompson e Lorenzo Musetti; al primo turno del main draw viene eliminato in tre set da Fabio Fognini. Subisce identica sorte al Roland Garros, dove viene eliminato al primo turno da Roman Safiullin dopo aver superato i tre turni di qualificazione. Due settimane dopo si aggiudica ad Aix-en-Provence il suo terzo titolo Challenger, sconfiggendo in finale Manuel Guinard. Continua a progredire in classifica con il secondo turno raggiunto all'ATP 500 di Amburgo - dove supera le qualificazioni, sconfigge Feliciano Lopez e viene eliminato da Pablo Carreño Busta - e ai successivi ATP 250 di Umago e Kitzbühel.
Con la semifinale disputata al Challenger di Verona porta il miglior ranking alla 105ª posizione, che gli consente di entrare nel tabellone principale degli US Open senza passare per le qualificazioni, ma viene sconfitto al primo turno da Botic van de Zandschulp. Eliminato in semifinale al Challenger di Siviglia, a settembre sconfigge Ričardas Berankis e Egor Gerasimov nei primi turni a Nur-Sultan e perde contro Aleksandr Bublik i suoi primi quarti di finale nel circuito maggiore. Vince contro Jaume Munar il suo primo incontro in un Masters 1000 a Indian Wells e viene eliminato da Andrej Rublëv. Grazie al forfait dato da Marco Cecchinato in finale, si aggiudica il Challenger di Lussino ed entra per la prima volta nella top 100, alla 93ª posizione; vince quindi solo uno degli ultimi cinque incontri disputati in stagione e chiude il 2021 in 111ª.

### 2022: un titolo Challenger, 85º nel ranking
A inizio stagione fa il suo esordio assoluto nel tabellone degli Australian Open ed esce al primo turno. Prende quindi parte alla tournée ATP sudamericana sulla terra rossa e su 4 tornei raggiunge tre volte il secondo turno con le significative vittorie su Federico Delbonis a Córdoba e su Juan Manuel Cerúndolo a Santiago del Cile. In marzo supera Nuno Borges nella finale del Challenger di Roseto degli Abruzzi. Raggiunge per tre volte il secondo turno nei tornei ATP anche nella prima parte della stagione europea sulla terra rossa, in particolare all'ATP 500 di Barcellona, dove ha la meglio sul nº 34 ATP Sebastian Korda e cede al terzo set contro il nº 9 Félix Auger-Aliassime, e all'Estoril, dove elimina il nº 39 ATP Lloyd Harris e perde di nuovo al terzo set contro Auger-Aliassime. Grazie a questi risultati, a maggio porta il best ranking all'85ª posizione. Nel prosieguo della stagione vince nel circuito maggiore solo tre incontri nelle qualificazioni degli US Open e non supera mai i quarti di finale nei Challenger, a luglio esce dalla top 100 e chiude il 2023 al 165º posto.

### 2023-2025: prima finale ATP, infortunio, discesa e risalita all'84ª posizione del ranking
Il momento negativo prosegue nei primi tornei del 2023 e a fine febbraio si infortuna alla gamba destra durante il primo turno del Chile Open. Deve quindi osservare un periodo di convalescenza e a maggio esce dalla top 300. Torna a giocare a giugno e il primo risultato di rilievo è il titolo che si aggiudica in agosto al Challenger 50 di Augusta, con cui rientra per due settimane nella top 300. Nel finale di stagione vince in totale due soli incontri nei tornei Challenger. Continua a deludere e nel marzo del 2024 esce per due settimane dalla top 400. In estate disputa tre finali Challenger, perde quelle di Cordenons e Porto e vince a Todi superando in finale Santiago Fa Rodríguez Taverna. A settembre rientra nella top 200.
Nel marzo 2025 si aggiudica il Challenger del Murcia Open con la vittoria in finale su Jesper de Jong. Supera le qualificazioni agli Internazionali d'Italia e si spinge fino al secondo turno. A giugno si aggiudica il Challenger 125 dell'Emilia-Romagna Tennis Cup sconfiggendo in finale Dušan Lajović per 7–6, 6–2. A fine luglio raggiunge al Croatia Open Umag la sua prima finale nel circuito maggiore, sconfigge tra gli altri il nº 19 del mondo e campione uscente Francisco Cerúndolo e la testa di serie nº 4 Damir Džumhur in semifinale. Cede in due set a Luciano Darderi e ritocca dopo oltre due anni il miglior ranking portandosi all'84ª posizione mondiale.

## Statistiche

### Singolare

#### Finali perse (1)
| Legenda              |
| Grande Slam (0)      |
| ATP Finals (0)       |
| ATP Masters 1000 (0) |
| ATP Tour 500 (0)     |
| ATP Tour 250 (1)     |

| N. | Data           | Torneo                   | Superficie  | Avversario in finale | Punteggio |
| 1. | 26 luglio 2025 | Croatia Open Umag, Umago | Terra rossa | Luciano Darderi      | 3–6, 3–6  |

### Tornei minori

#### Singolare

##### Vittorie (12)
| Legenda tornei minori |
| Challenger (9)        |
| Futures (3)           |

| N. | Data              | Torneo                                                   | Superficie  | Avversario in finale          | Punteggio        |
| 1. | 20 settembre 2020 | Iași Open, Iași                                          | Terra rossa | Mathias Bourgue               | 6–4, 7–6(4)      |
| 2. | 7 febbraio 2021   | Antalya Challenger, Adalia                               | Terra rossa | Jaume Munar                   | 6–4, 6–1         |
| 3. | 20 giugno 2021    | Open du Pays d'Aix, Aix-en-Provence                      | Terra rossa | Manuel Guinard                | 6–2, 6–2         |
| 4. | 24 ottobre 2021   | Lošinj Open, Lussino                                     | Terra rossa | Marco Cecchinato              | walkover         |
| 5. | 13 marzo 2022     | Challenger di Roseto degli Abruzzi, Roseto degli Abruzzi | Terra rossa | Nuno Borges                   | 6–2, 6–3         |
| 6. | 26 agosto 2023    | Schwaben Open, Augusta                                   | Terra rossa | Oriol Roca Batalla            | 6–4, 6–4         |
| 7. | 18 agosto 2024    | Internazionali Città di Todi, Todi                       | Terra rossa | Santiago Fa Rodríguez Taverna | 6–4, 6–3         |
| 8. | 23 marzo 2025     | Murcia Open, Murcia                                      | Terra rossa | Jesper de Jong                | 7–6(3), 4–6, 6–2 |
| 9. | 21 giugno 2025    | Emilia-Romagna Tennis Cup, Sassuolo                      | Terra rossa | Dušan Lajović                 | 7–6(1), 6–2      |

#### Doppio

##### Vittorie (4)
| Legenda tornei minori |
| Challenger (1)        |
| Futures (3)           |

| N. | Data           | Torneo                                             | Superficie  | Compagno         | Avversari in finale         | Punteggio |
| 1. | 22 luglio 2017 | San Benedetto Tennis Cup, San Benedetto del Tronto | Terra rossa | Pol Toledo Bagué | Flavio Cipolla Adrian Ungur | 7–5, 6–4  |